# Montenegrina stankovici
Montenegrina stankovici is een slakkensoort uit de familie van de Clausiliidae. De wetenschappelijke naam van de soort is voor het eerst geldig gepubliceerd in 1960 door Urbanski.